# Alba de Yeltes
Alba de Yeltes és un municipi de la província de Salamanca a la comunitat autònoma de Castella i Lleó. Limita al Nord amb Castraz, a l'Est amb Aldehuela de Yeltes, al Sud amb Dios le Guarde, al Sud-oest amb Tenebrón, a l'Oest amb Bocacara (municipi de Ciudad Rodrigo) i al Nord-oest amb Sancti-Spíritus.

## Demografia
| 1991 | 1996 | 2001 | 2004 |
| ---- | ---- | ---- | ---- |
| 321  | 308  | 258  | 253  |